# Gran Premio del Brasile 1991
Il Gran Premio del Brasile 1991 è stato un Gran Premio di Formula 1 disputato il 24 marzo 1991 all'autodromo José Carlos Pace di San Paolo. La gara è stata vinta da Ayrton Senna su McLaren.

## Qualifiche

### Prequalifiche
| Pos                        | No | Driver             | Constructor             | Time     | Gap    |
| -------------------------- | -- | ------------------ | ----------------------- | -------- | ------ |
| 1                          | 22 | JJ Lehto           | Scuderia Italia-Judd    | 1:19.540 |        |
| 2                          | 33 | Andrea De Cesaris  | Jordan-Ford             | 1:20.150 | +0.610 |
| 3                          | 32 | Bertrand Gachot    | Jordan-Ford             | 1:20.184 | +0.644 |
| 4                          | 21 | Emanuele Pirro     | Scuderia Italia-Judd    | 1:20.567 | +1.027 |
| Vetture non prequalificate |    |                    |                         |          |        |
| 5                          | 35 | Eric van de Poele  | Modena Team-Lamborghini | 1:21.919 | +2.379 |
| 6                          | 34 | Nicola Larini      | Modena Team-Lamborghini | 1:22.944 | +3.404 |
| 7                          | 31 | Pedro Chaves       | Coloni-Ford             | 1:23.231 | +3.691 |
| 8                          | 14 | Olivier Grouillard | Fondmetal-Ford          | 1:23.951 | +4.411 |

### Classifica
| Pos                     | No | Pilota            | Costruttore            | Tempo    | Distacco |
| ----------------------- | -- | ----------------- | ---------------------- | -------- | -------- |
| 1                       | 1  | Ayrton Senna      | McLaren - Honda        | 1:16.392 |          |
| 2                       | 6  | Riccardo Patrese  | Williams - Renault     | 1:16.775 | +0.383   |
| 3                       | 5  | Nigel Mansell     | Williams - Renault     | 1:16.843 | +0.451   |
| 4                       | 2  | Gerhard Berger    | McLaren - Honda        | 1:17.471 | +1.079   |
| 5                       | 28 | Jean Alesi        | Ferrari                | 1:17.601 | +1.209   |
| 6                       | 27 | Alain Prost       | Ferrari                | 1:17.739 | +1.347   |
| 7                       | 20 | Nelson Piquet     | Benetton - Ford        | 1:18.577 | +2.185   |
| 8                       | 15 | Maurício Gugelmin | Leyton House - Ilmor   | 1:18.664 | +2.272   |
| 9                       | 4  | Stefano Modena    | Tyrrell - Honda        | 1:18.847 | +2.455   |
| 10                      | 34 | Bertrand Gachot   | Jordan - Ford          | 1:18.882 | +2.490   |
| 11                      | 29 | Éric Bernard      | Larrousse - Ford       | 1:19.291 | +2.899   |
| 12                      | 21 | Emanuele Pirro    | Scuderia Italia - Judd | 1:19.305 | +2.913   |
| 13                      | 33 | Andrea De Cesaris | Jordan - Ford          | 1:19.339 | +2.947   |
| 14                      | 19 | Roberto Moreno    | Benetton - Ford        | 1:19.360 | +2.968   |
| 15                      | 16 | Ivan Capelli      | Leyton House - Ilmor   | 1:19.517 | +3.125   |
| 16                      | 3  | Satoru Nakajima   | Tyrrell - Honda        | 1:19.546 | +3.154   |
| 17                      | 30 | Aguri Suzuki      | Larrousse - Ford       | 1:19.832 | +3.440   |
| 18                      | 25 | Thierry Boutsen   | Ligier - Lamborghini   | 1:19.868 | +3.476   |
| 19                      | 22 | Jyrki Järvilehto  | Scuderia Italia - Judd | 1:19.954 | +3.562   |
| 20                      | 23 | Pierluigi Martini | Minardi - Ferrari      | 1:20.175 | +3.783   |
| 21                      | 24 | Gianni Morbidelli | Minardi - Ferrari      | 1:20.502 | +4.110   |
| 22                      | 11 | Mika Häkkinen     | Lotus - Judd           | 1:20.611 | +4.219   |
| 23                      | 26 | Érik Comas        | Ligier - Lamborghini   | 1:21.168 | +4.776   |
| 24                      | 17 | Gabriele Tarquini | AGS - Ford             | 1:21.219 | +4.827   |
| 25                      | 7  | Mark Blundell     | Brabham - Yamaha       | 1:21.230 | +4.838   |
| 26                      | 8  | Martin Brundle    | Brabham - Yamaha       | 1:21.280 | +4.888   |
| Vetture non qualificate |    |                   |                        |          |          |
| NQ                      | 10 | Alex Caffi        | Footwork - Porsche     | 1:22.190 | +5.798   |
| NQ                      | 18 | Stefan Johansson  | AGS - Ford             | 1:22.432 | +6.040   |
| NQ                      | 9  | Michele Alboreto  | Footwork - Porsche     | 1:22.739 | +6.347   |
| NQ                      | 12 | Julian Bailey     | Lotus - Judd           | 1:23.590 | +7.198   |

## Gara
Al via Senna mantiene il comando davanti a Mansell, Patrese, Alesi, Berger e Prost, guadagnando poi un margine di circa tre secondi nei primi otto giri. A partire da questo momento, però, Mansell comincia ad avvicinarsi e per il ventesimo giro il vantaggio del brasiliano è ridotto a sette decimi. Al 17º giro Prost, temendo di rimanere bloccato dietro alla Benetton di Piquet, effettua un pit stop; Mansell lo imita al 26º passaggio, ma la sua sosta dura ben quattordici secondi e questo lo fa scendere in quarta posizione, alle spalle di Patrese ed Alesi. Dopo i pit stop di questi ultimi, Mansell si trova a sette secondi dal leader della gara Senna; il pilota britannico rimonta lo svantaggio dal rivale e sembra poterlo superare, ma al 50º giro è costretto ad una seconda sosta per una foratura.
Senna inizia ad accusare problemi con il cambio, e nel corso del 60º passaggio perde la quarta marcia; Mansell potrebbe ancora rappresentare un'insidia per il brasiliano, ma il pilota della Williams è costretto al ritiro al 61º giro, anch'egli per un problema al cambio. Il cambio di Senna perde via via tutte le marce, ad eccezione della sesta; il brasiliano, pur a costo di grandi sforzi ed arrivando a soffrire di forti dolori al braccio destro per cercare di cambiar (invano) le marce, riesce a rimanere in gara nonostante diverse volte nelle curve lente la sua McLaren quasi si fermi. Tuttavia Patrese, anch'egli afflitto da problemi al cambio, non riesce ad approfittare delle difficoltà del rivale e Senna vince la gara di casa davanti all'italiano, seguito da Berger, Prost, Piquet ed Alesi.
Tagliato il traguardo, Senna si lascia andare ad un urlo isterico, non tanto per aver vinto per la prima volta nel suo natio Brasile, ma quanto più incredulo di esser riuscito a condurre una tremenda lotta per cercare di tenere sotto controllo la macchina che gli causò crampi muscolari e febbre. Dopo aver fermato la sua monoposto lungo la Reta Oposta ormai esausto di energie, Senna non è quasi in grado di muoversi da solo e deve esser sollevato di peso e portato al box McLaren a bordo di un'auto della sicurezza. Anche sul podio Senna continua a mostrare segni di stanchezza, sollevando a malapena il trofeo.

### Classifica
| Pos      | No | Pilota             | Costruttore               | Giri | Tempo/Ritirato                      | Partenza | Punti |
| -------- | -- | ------------------ | ------------------------- | ---- | ----------------------------------- | -------- | ----- |
| 1        | 1  | Ayrton Senna       | McLaren - Honda           | 71   | 1:38:28.128                         | 1        | 10    |
| 2        | 6  | Riccardo Patrese   | Williams - Renault        | 71   | + 2.991                             | 2        | 6     |
| 3        | 2  | Gerhard Berger     | McLaren - Honda           | 71   | + 5.416                             | 4        | 4     |
| 4        | 27 | Alain Prost        | Ferrari                   | 71   | + 18.369                            | 6        | 3     |
| 5        | 20 | Nelson Piquet      | Benetton - Ford           | 71   | + 21.960                            | 7        | 2     |
| 6        | 28 | Jean Alesi         | Ferrari                   | 71   | + 23.641                            | 5        | 1     |
| 7        | 19 | Roberto Moreno     | Benetton - Ford           | 70   | + 1 giro                            | 14       |       |
| 8        | 24 | Gianni Morbidelli  | Minardi - Ferrari         | 69   | + 2 giri                            | 21       |       |
| 9        | 11 | Mika Häkkinen      | Lotus - Judd              | 68   | + 3 giri                            | 22       |       |
| 10       | 25 | Thierry Boutsen    | Ligier - Lamborghini      | 68   | + 3 giri                            | 18       |       |
| 11       | 21 | Emanuele Pirro     | Scuderia Italia - Judd    | 68   | + 3 giri                            | 12       |       |
| 12       | 7  | Martin Brundle     | Brabham - Yamaha          | 67   | + 4 giri                            | 26       |       |
| 13       | 32 | Bertrand Gachot    | Jordan - Ford             | 63   | Problemi all'alimentazione          | 10       |       |
| Ritirato | 5  | Nigel Mansell      | Williams - Renault        | 59   | Problemi al cambio                  | 3        |       |
| Ritirato | 26 | Érik Comas         | Ligier - Lamborghini      | 50   | Problemi al motore                  | 23       |       |
| Ritirato | 23 | Pierluigi Martini  | Minardi - Ferrari         | 47   | Testacoda                           | 20       |       |
| Ritirato | 8  | Mark Blundell      | Brabham - Yamaha          | 34   | Problemi al motore                  | 25       |       |
| Ritirato | 29 | Éric Bernard       | Larrousse - Ford          | 33   | Problemi al radiatore               | 11       |       |
| Ritirato | 22 | Jyrki Järvilehto   | Scuderia Italia - Judd    | 22   | Problema elettrico                  | 19       |       |
| Ritirato | 33 | Andrea De Cesaris  | Jordan - Ford             | 20   | Problemi al motore                  | 13       |       |
| Ritirato | 4  | Stefano Modena     | Tyrrell - Honda           | 19   | Problemi al cambio                  | 9        |       |
| Ritirato | 16 | Ivan Capelli       | Leyton House - Ilmor      | 16   | Problemi alla trasmissione          | 15       |       |
| Ritirato | 3  | Satoru Nakajima    | Tyrrell - Honda           | 12   | Testacoda                           | 16       |       |
| Ritirato | 15 | Maurício Gugelmin  | Leyton House - Ilmor      | 9    | Problema fisico                     | 8        |       |
| Ritirato | 17 | Gabriele Tarquini  | AGS - Ford                | 0    | Problemi alla sospensione anteriore | 24       |       |
| Ritirato | 30 | Aguri Suzuki       | Larrousse - Ford          | 0    | Problemi alla pompa della benzina   | 17       |       |
| NQ       | 10 | Alex Caffi         | Footwork - Porsche        |      |                                     |          |       |
| NQ       | 18 | Stefan Johansson   | AGS - Ford                |      |                                     |          |       |
| NQ       | 9  | Michele Alboreto   | Footwork - Porsche        |      |                                     |          |       |
| NQ       | 12 | Julian Bailey      | Lotus - Judd              |      |                                     |          |       |
| NPQ      | 14 | Olivier Grouillard | Fondmetal - Ford          |      |                                     |          |       |
| NPQ      | 35 | Eric van de Poele  | Modena Team - Lamborghini |      |                                     |          |       |
| NPQ      | 34 | Nicola Larini      | Modena Team - Lamborghini |      |                                     |          |       |
| NPQ      | 31 | Pedro Chaves       | Coloni - Ford             |      |                                     |          |       |

## Classifiche

### Piloti
| Pos. | Pilota           | Punti |
| ---- | ---------------- | ----- |
| 1    | Ayrton Senna     | 20    |
| 2    | Alain Prost      | 9     |
| 3    | Riccardo Patrese | 6     |
| 4    | Nelson Piquet    | 6     |
| 5    | Gerhard Berger   | 4     |
| 6    | Stefano Modena   | 3     |
| 7    | Satoru Nakajima  | 2     |
| 8    | Aguri Suzuki     | 1     |
| 9    | Jean Alesi       | 1     |

### Costruttori
| Pos. | Team               | Punti |
| ---- | ------------------ | ----- |
| 1    | McLaren - Honda    | 24    |
| 2    | Ferrari            | 10    |
| 3    | Williams - Renault | 6     |
| 4    | Benetton - Ford    | 6     |
| 5    | Tyrrell - Honda    | 5     |
| 6    | Larrousse - Ford   | 1     |

## Statistiche
- Prima vittoria di un pilota brasiliano nel Gran Premio del Brasile dall'edizione 1986.

## Fonti
- The Official Formula 1 website, su formula1.com. URL consultato il 5 maggio 2009.
- GpUpdate.com [collegamento interrotto], su f1.gpupdate.net. URL consultato il 5 maggio 2009.